# Shō Fukuda
Shō Fukuda (japanisch 福田 翔生 Fukuda Shō; * 23. März 2001 in der Präfektur Fukuoka) ist ein japanischer Fußballspieler.

## Karriere
Shō Fukuda erlernte das Fußballspielen in der Schulmannschaft der Higashi Fukuoka High School. Seinen ersten Profivertrag unterschrieb er am 1. Februar 2019 beim FC Imabari. Der Verein aus Imabari, einer Stadt in der Präfektur Ehime, spielte in der vierten japanischen Liga, der Japan Football League. Ende 2019 stieg mal als Tabellendritter in die dritte Liga auf. Sein Drittligadebüt gab Shō Fukuda am 4. Juli 2020 (2. Spieltag) im Heimspiel gegen Roasso Kumamoto. Hier wurde er in der 77. Minute für Ryota Kuwajima eingewechselt. Nach insgesamt 36 Ligaspielen wechselte er zu Beginn der Saison 2023 zum ebenfalls in der dritten Liga spielenden YSCC Yokohama. Nach 21 Ligaspielen, in denen er elf Treffer erzielte, wechselte er im August 2023 zum Erstligisten Shonan Bellmare. 

## Sonstiges
Shō Fukuda ist der Bruder von Yūya Fukuda.